# Germanie
Pour les articles homonymes, voir Germanie (homonymie).
Cet article possède des paronymes, voir Germani et Germany.
 (avril 2019).

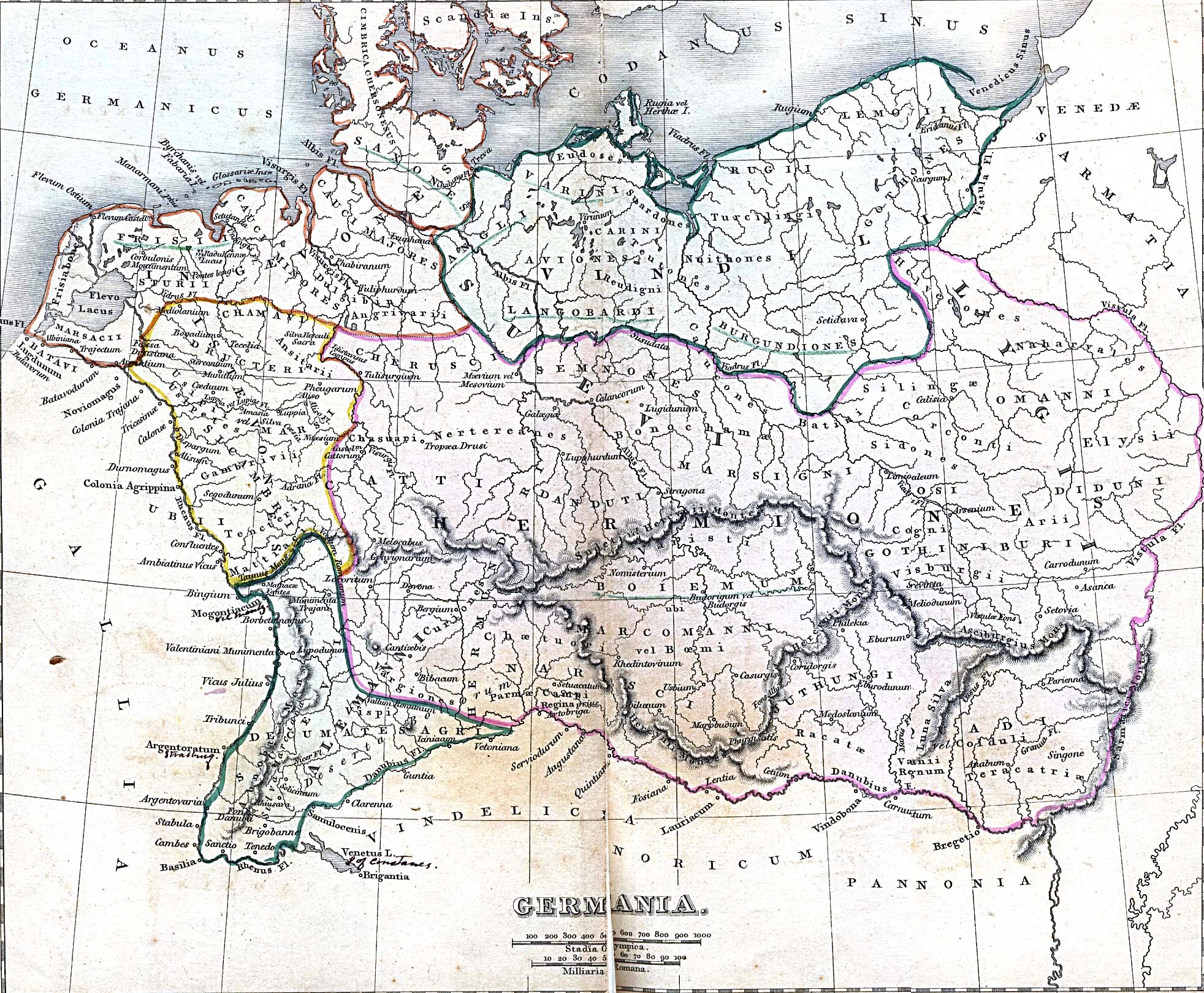
"Germania magna" au milieu du

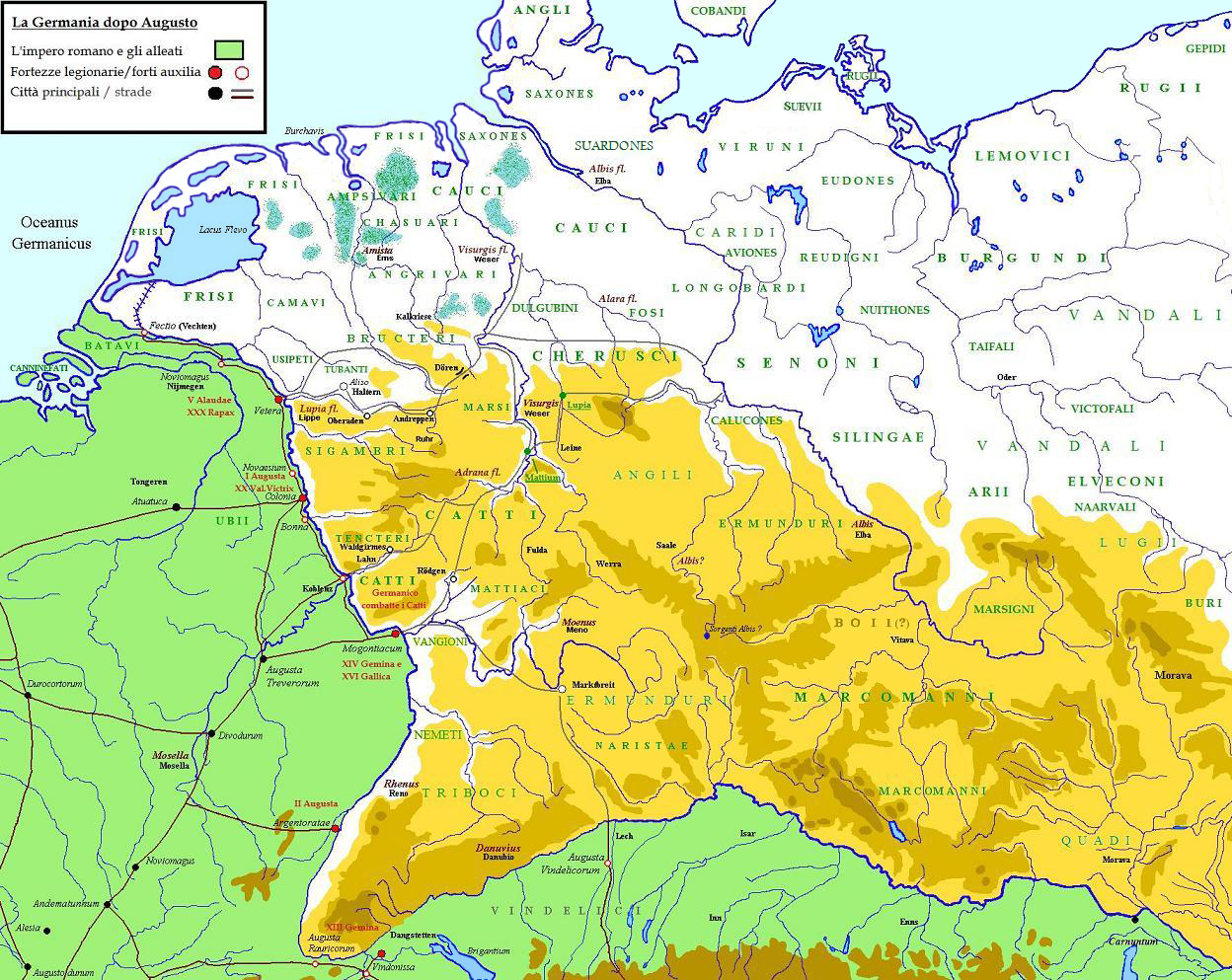
"Germania magna" à l'époque d'Auguste

La Germanie, qui rassemble la Germanie inférieure, la Germanie supérieure et la Germania Magna, est la région historique d'Europe occupée par des peuples non romanisés et romanisés germaniques (au sens géographique ou bien éthnolinguistique) dans l'Antiquité et plus précisément à l'époque de l'Empire romain. Ces tribus et leur zone géographique associée sont définies principalement par La Germanie de Tacite et par les Commentaires sur la guerre des Gaules de Jules César. La Germanie couvrait alors une large zone qui allait à l'est approximativement jusqu'à la Vistule, à l'ouest et au sud jusqu'au Rhin et au Danube qui la séparaient du monde romain. Selon certains historiens, elle s'étendait également, en tout cas à un certain moment, à la Pannonie et au sud de la Scandinavie, ce dernier étant lié aux migrations germaniques.

## La Germanie durant l'Antiquité tardive

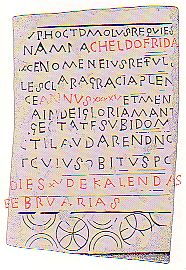
Épitaphe de Cheldofrida, retrouvée sur les terres de Germanie

## La Germanie antique